# Сравнение движителей
Сравнительная оценка разных движителей по важнейшим характеристикам (КПД, сопротивление движению)
Сухопутные движители
| Название движителя         | Используемая мощность на единицу тяги [Н/кВт] | Сопротивление движению [f] |
| Колесо                     | 1.97                                          | 0.014-0.1                  |
| Железное колесо на рельсах | 80.6                                          | 0.03-0.14                  |
| Гусеница                   | 3.67                                          | ---                        |
| Конечности                 | ---                                           | ---                        |

Водные движители
| Название движителя           | Используемая мощность на единицу тяги [Н/кВт] | Сопротивление движению [f] |
| Жгутик                       | ---                                           | ---                        |
| Гребной винт                 | ---                                           | ---                        |
| судовой крыльчатый движитель | ---                                           | ---                        |
| Гребное колесо               | ---                                           | ---                        |
| Водомётный движитель         | 6,79                                          | ---                        |

Амфибии
| Название движителя | Используемая мощность на единицу тяги [Н/кВт] | Сопротивление движению [f] |
| Шнек               | ---                                           | ---                        |
| Воздушная подушка  | ---                                           | ---                        |

Воздушные движители:
| Название движителя | Используемая мощность на единицу тяги [Н/кВт] | Сопротивление движению [f] |
| Винт (лопастной)   | 10-40                                         | ---                        |
| Машущее крыло      | ---                                           | ---                        |

Космические движители:
| Название движителя               | Используемая мощность на единицу тяги [Н/кВт] | Сопротивление движению [f] |
| Электрический ракетный двигатель | 0,089                                         | ---                        |
| Реактивный двигатель             | ---                                           | ---                        |

Сравнение движителей, в значительной степени использующих внешний источник энергии
| Название движителя | Тяга на единицу площади [Н/м²] | Сопротивление движению | Источник энергии |
| Парус              | 11,9 // C O B R Home Page      | ---                    | Ветер            |
| Космический парус  | 5·10-6                         | ---                    | Солнечный ветер  |